# Alessandro Di Benedetto
Pour les articles homonymes, voir Benedetto.
Alessandro Di Benedetto, né le 5 janvier 1971 à Rome, est un navigateur à la voile franco-italien. Il est connu pour ses traversées en solitaire de l'Atlantique (2002) et du Pacifique (2006) sur catamaran de sport (5,96 m), et pour son tour du monde en solitaire, sans escale et sans assistance sur un voilier Mini de 6,50 mètres (2009-2010).
Di Benedetto est géologue de formation (diplômé de l'Université de Palerme en Italie). Il a travaillé comme wire line field engineer, comme opérateur en archéologie sous-marine et dirigeant géologue en hygiène industrielle. Il a débuté la voile en Sicile à l'âge de six ans (Optimist) puis il a navigué sur des dériveurs (ex. Laser) et en planche à voile). Alessandro a commencé à naviguer en catamaran de sport à partir de 1992 (traversée Sicile-Martinique en Hobie Cat 21).

## Traversées en catamaran de sport
Alessandro Di Benedetto a réalisé plusieurs traversées sur catamaran de sport (moins de 6 mètres de longueur, sans cabine), sans assistance ni escale dont notamment :
- 1992-1993 : transatlantique en couple, sur plus de 2 300 milles ;
- 2001 : traversée de l'Italie aux Îles Canaries, en solitaire sans escale, sur 1 700 milles ;
- 2002 : traversée en solitaire de l'Atlantique, de La Palmas (Îles Canaries) à Pointe-à-Pitre (Guadeloupe), sur 2 700 milles ;
- 2006 : traversée en solitaire du Pacifique, de Yokohama (Japon) à San Francisco (USA), sur 4 482 milles en 62 jours, 17 heures, 50 minutes et 55 secondes (homologué par le World Sailing Speed Record Council).

## Son tour du monde sur un voilier de 6,50 mètres: une première mondiale
Alessandro Di Benedetto a réalisé le tour du monde en solitaire, en 268 jours, sans escale ni assistance, sur un voilier de la classe Mini, par le parcours de la course du Vendée Globe. Il est parti le 26 octobre 2009 des Sables-d'Olonne en France, et il est arrivé le 22 juillet 2010 au même endroit. La route consistait à faire le tour de l'Antarctique en laissant sur bâbord les trois caps que sont le cap de Bonne-Espérance, le cap Leeuwin et le cap Horn, soit un parcours d'environ 24 000 milles (45 000 km). Avant le cap Horn, le mât se brise et Di Benedetto continue le reste de son périple avec un gréement de fortune.
Le voilier monocoque Classe Mini  6.50 "Findomestic Banca" est un prototype Mini de 1995, avec une longueur de coque de 6,5 mètres, dessiné par Pierre Rolland et construit en contreplaqué par Ollivier Bordeau. Findomestic n'est pas équipé de moteur, et il a été partiellement transformé par Di Benedetto pour satisfaire aux rudes conditions de navigation du Grand Sud et assurer l'insubmersibilité du bateau : une cellule de survie étanche a été ajoutée au cockpit arrière (avec barre intérieure, bulle et arceau), la coque a été renforcée par un parement carbone et kevlar, le mât raccourci (environ 10 m) et l'intérieur restructuré en cloisons étanches. Le matériel emporté comprenait 250 kg de nourriture lyophilisée et 600 kg d'équipement de secours, pour 10 mois d'autonomie. Le skipper était équipé d'un téléphone Iridium, de trois balises Argos, et d'une boîte noire (pour homologation du World Sailing Speed Record Council).

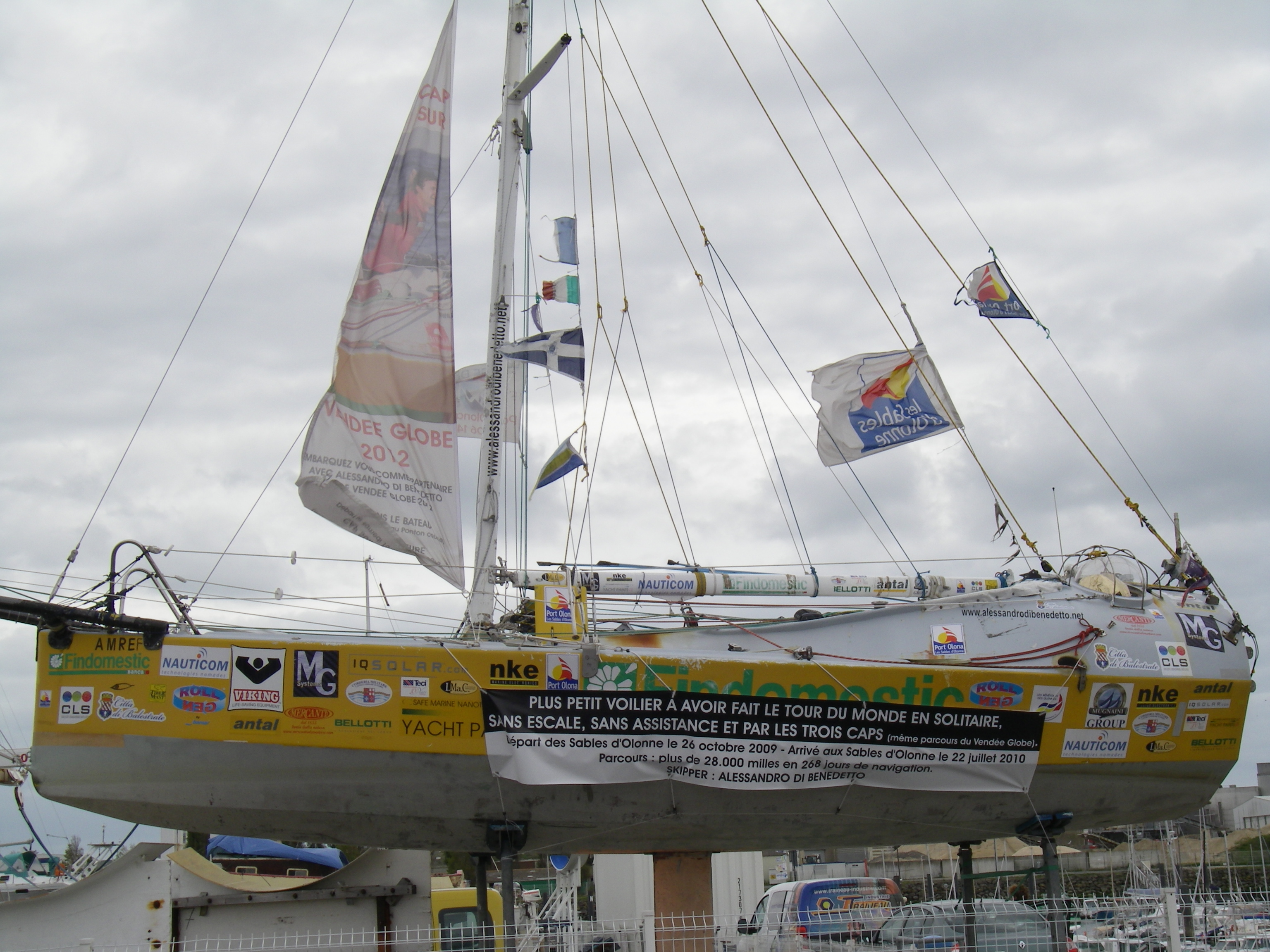
Findomestic Classe Mini.
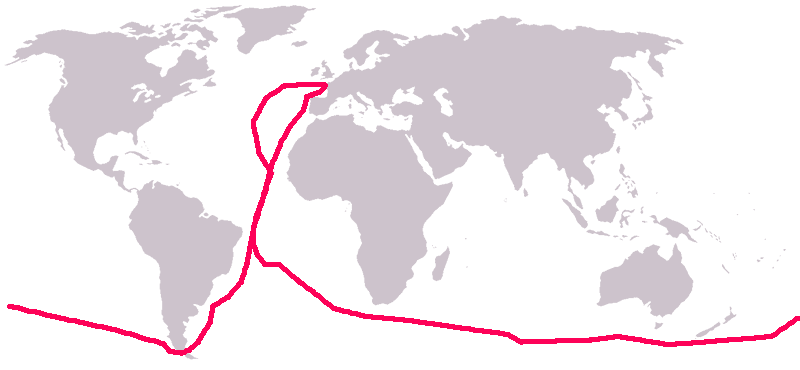
Parcours de Di Benedetto entre octobre 2009 et juillet 2010.

Regates en IMOCA (voilier de régate de 18,28 mètres de longueur: 60 pieds) :
- 2012/2013 : LE VENDEE GLOBE : Alessandro a terminé la course avec le temps de 104 jours et il est ainsi devenu le 45e skipper au monde à avoir terminé ce qui est connu comme l'"EVEREST DE LA VOILE" (un tour du monde en course, sur des voiliers monocoques de 18,28 mètres de long, en solitaire, sans escale, sans assistance, par les trois Grands Caps (Bonne-Espérance, Leewin, Horn) ;
- 2013 : la Transat Jacques Vabre : Avec son coéquipier et ami Alberto Monaco il réalise une performance extraordinaire sur un IMOCA à quille fixe de 1998, il arrive seulement à 9 secondes d'écart derrière le 8e Initiative Cœur après avoir été devant pour presque toute la traversée de St. Malo à Itajai (Brésil). L'équipe de Initiative Cœur demande l'"ex equo" avec le bateau d'Alessandro mais l'organisation refuse ; A ce jour ça reste le plus petit écart entre deux bateaux en course après une transatlantique ;
- 2014 : ROUTE DU RHUM : Alessandro Di Benedetto réalise une magnifique performance sur son voilier IMOCA qu'il connait maintenant très bien. Il porte les couleurs de TEAM PLASTIQUE et du TELETHON. Il arrive à Pointe à Pitre devant des IMOCA beaucoup plus performants et récents (et à quille pendulaire) et il améliore de plus d'un nœud de moyenne les polaires (les performances théoriques du bateau). Pendant le Vendée Globe 2012/2013 Alessandro avait déjà dépassé les 33 nœuds de pointe quand son voilier n'était pas censé dépasser les 26 nœuds comme vitesse maximale.

## Vendée Globe 2012-2013 sur Team Plastique (IMOCA)

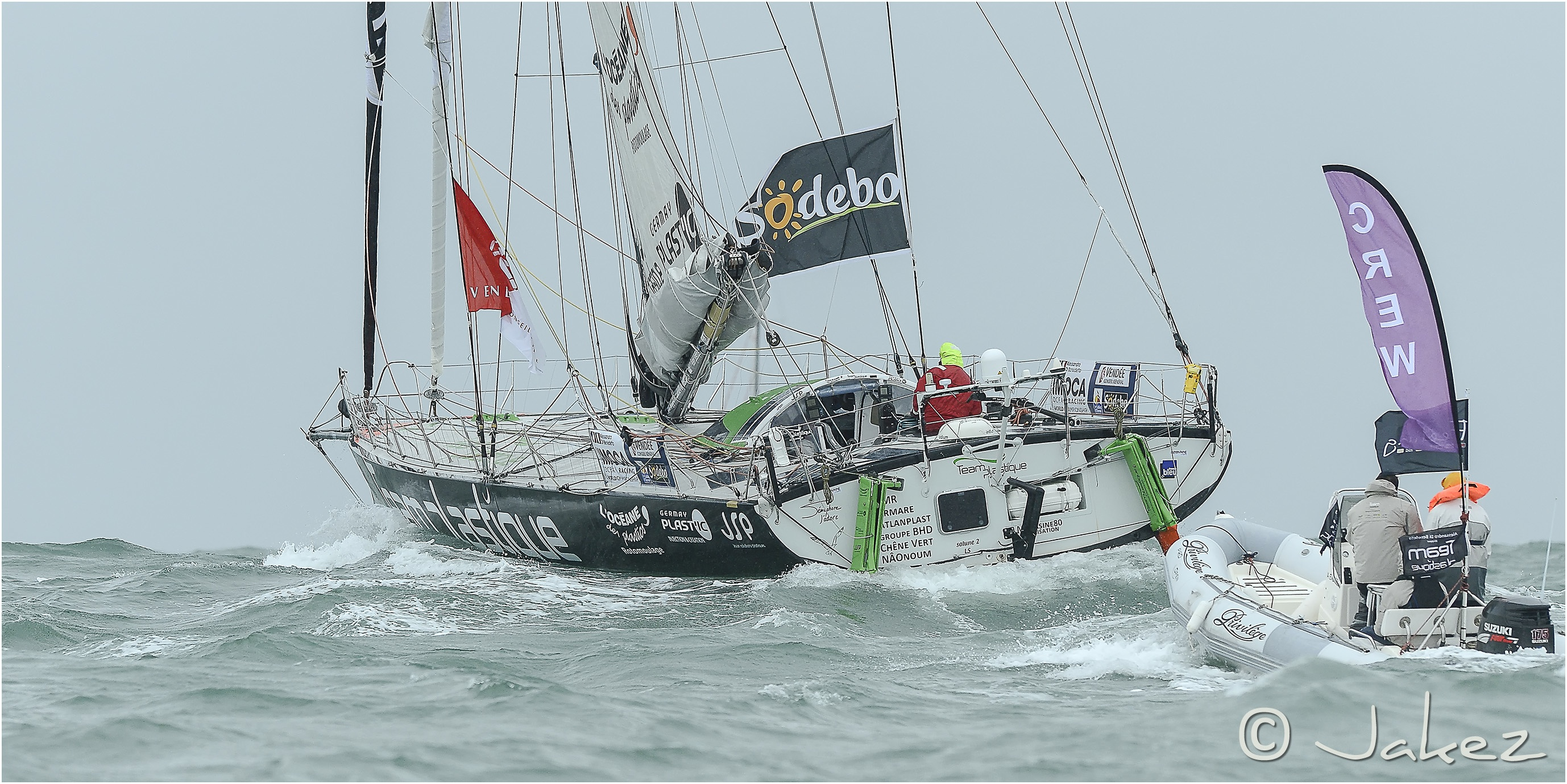
Team Plastique et Alessandro Di Benedetto au départ du Vendée Globe, 2012.

Alessandro Di Benedetto participe au Vendée Globe 2012-2013 sur Team Plastique, du nom d'une entreprise spécialisée dans le thermoformage plastique . Il double le cap de Bonne-Espérance et le cap Horn en 13e et dernière position, et le lundi 4 février 2013, il passe l'équateur dans le sens du retour en 11e et dernière position ; il a dû monter à quatre reprises au sommet du mât pour y faire des réparations.
Il boucle son tour du monde le 22 février 2013 en 104 jours 2 heures 34 minutes et 30 secondes soit 26 jours de plus que le leader François Gabart. De l'histoire du Vendée Globe, jamais l'écart de temps d'arrivée entre le premier et le dernier concurrent n'avait été aussi faible.
Ses nombreuses vidéos envoyées pendant la course sont de beaux témoignages de la vie à bord d'un IMOCA, et d'un plaisir de naviguer contagieux : le skipper l'avait promis, il voulait partager son Vendée Globe avec le grand public,.
Ses points de référence pendant le Vendée Globe 2012 :
- plus grande distance parcourue en 24 heures : 405 milles (à 16,9 nœuds de moyenne), le 15 décembre 2012 ;
- Les Sables d'Olonne - équateur : 15 j 20 h 03 min (record détenu par Jean Le Cam en 2004-2005 en 10 j 11 h 28 min) ;
- Équateur - cap de Bonne-Espérance : 16 j 09 h 25 min (record JP Dick en 12 j 02 h 40 min) ;
- Bonne-Espérance - cap Leeuwin : 14 j 20 h 45 min (record François Gabart en 11 j 06 h 40 min) ;
- Cap Leeuwin - cap Horn : 25 j 03 h 16 min (record François Gabart en 17 j 18 h 35 min) ;
- Cap Horn - équateur : 18 j 05 h 08 min (record François Gabart en 13 j 19 h 28 min) ;
- Équateur - Les Sables d’Olonne : 17 j 15 h 57 min.

## Transat Jacques Vabre 2013 sur Team Plastique (IMOCA)
Alessandro Di Benedetto s'engage aux côtés de son ami italien Alberto Monaco sur la Transat Jacques Vabre 2013 s'élançant du Havre (France) vers Itajai (Brésil) sur son 60 pieds TEAM PLASTIQUE.
Ensemble, les deux skippers franchiront la ligne en 9e position, à seulement 9 secondes du duo formé par Tanguy de Lamotte et l'acteur François Damiens sur Initiatives Cœur.

## Publications
- Mon aventure sur l'Everest de la voile. Le Vendée Globe, 2013.
- Autour du monde sur un voilier de 6,50 mètres, Auto-édition, 2010.
- TANDOKU, Éditeur: MAGENES, Milan, 2007.
- Oltre l'Oceano, Éditeur: MAGENES, Milan, 2006.
- L'Atlantico senza riparo, Éditeur: NUTRIMENTI, Rome, Italie, 2004.
- Solo : L’Incroyable Traversée, Éditions l’Ancre de Marine, Louviers (France), 2004